# 끝없는 욕망 (1958년 영화)
《끝없는 욕망》(果しなき欲望: ,  Endless Desire)은 일본에서 제작된 이마무라 쇼헤이 감독의 1958년 코미디, 스릴러 영화이다. 마츠오 카요 등이 주연으로 출연하였다.

## 출연

### 주연
- 마츠오 카요
- 나가토 히로유키